# Franz Osterried
Franz Osterried (* 1808 in Pfronten; † 1863 in München) war ein deutscher Maler.

## Leben und Werke

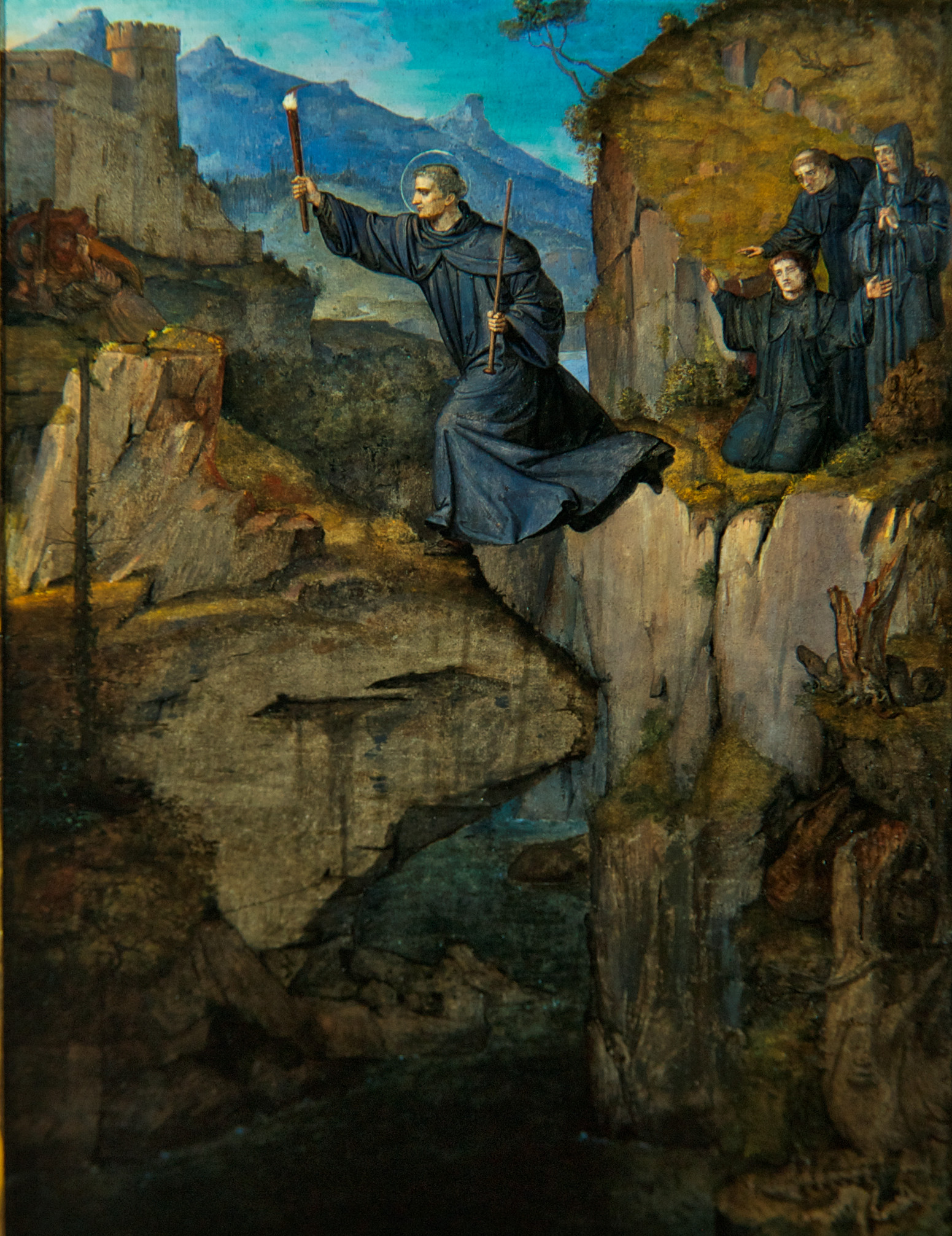
Der Magnussprung

Osterried studierte an der Akademie in München, wo er 1827 mit dem Fach „Historienmalerey“ immatrikuliert wurde. Gemälde von seiner Hand schmückten unter anderem die Steinacher Kirche St. Michael; im Heimathaus Pfronten befindet sich sein Gemälde mit dem Magnussprung.
1841 wurde die Friedhofskapelle in Pfronten-Berg nach Plänen Franz Osterrieds errichtet. Der ursprünglich ebenfalls von Osterried nach Entwürfen von Konrad Eberhard gestaltete Altar wurde später durch ein neogotisches Stück ersetzt; das Deckengemälde mit der Darstellung des Jüngsten Gerichts, oft Alois Keller zugeschrieben, stammt laut Ludwig Aurbacher ebenfalls von Franz Osterried. Die einstige katholische Friedhofskapelle wird mittlerweile als evangelische Kirche genutzt. Sie gilt als Baudenkmal.
Etwa um dieselbe Zeit wie die Gemälde für diese Kapelle schuf Osterried zwölf Apostelgemälde auf Leinwand sowie Freskomalereien für die Kirche St. Antonius in Hinterstein.
Um die Mitte des 19. Jahrhunderts malte Osterried 14 Kreuzwegstationen und etliche Tafelbilder für den Hochaltar und die Seitenaltäre der Kirche St. Margareta in Heimenkirch. Laut einer Rechnung vom 14. September 1851 wurden ihm für ein Seitenaltarblatt sowie die Kreuzwegstationen 300 Gulden Abschlag gezahlt. Die Bilder in Heimenkirch wurden allerdings im 19. Jahrhundert nicht lange geschätzt: Stadtkaplan Franz Xaver Hoegel ließ die Kreuzwegstationen 1899 gegen den Widerspruch des Bürgermeisters mit neueren Darstellungen übermalen. Später wandelte sich der Geschmack; man empfand die von Hoegel favorisierten Darstellungen als kitschig und weniger wertvoll und ließ Osterrieds Kreuzwegstationen durch den Restaurator Lutz aus Leutkirch wieder freilegen und restaurieren. Osterrieds Darstellungen der Apostel blieben jedoch unter späteren Aposteldarstellungen von Maximilian Bentele verborgen.
Zu Osterrieds spätesten Werken dürften die Skizzen für die Ausmalung der Kapelle St. Pankratius in Sulzschneid gehören. Nach Osterrieds Tod wurden die Malereien 1864 durch Karl Keller vollendet. Die Deckengemälde im Chor und dem Kirchenschiff zeigen den Martertod des heiligen Pankratius sowie die Übergabe des Skapuliers an Simon Stock. Die Hohlkehlen des Chors sind mit den Brustbildern der Kirchenlehrer Gregorius, Ambrosius, Augustinus und Hieronymus geschmückt, die des Schiffes mit Aposteldarstellungen.